# Adem Asil
Adem Asil, noto anche come Abdelrahman Elgamal o Abdelrahman Elzamzamy (in arabo عبد الرحمن الجمل‎?; Alessandria d'Egitto, 21 febbraio 1999), è un ginnasta egiziano naturalizzato turco, campione iridato negli anelli ai mondiali di Liverpool 2022.

## Biografia
Nato in Egitto come Abdelrahman Elgamal, disputa i mondiali di Montréal 2017.
Si trasferisce in Turchia e ottiene la nazionalità turca. Con i colori della Turchia, vince la medaglia d'argento a squadre durante gli europei di Mersin 2020. Prende in seguito un nome turco.
Agli europei individuali di Basilea 2021 ha vinto il bronzo nella sbarra ed ottenuto la qualificazione olimpica.
Ha rappresentato la Turchia ai Giochi olimpici estivi di Tokyo 2020, dove si è piazzato 15º nel concorso individuale, 6º nel volteggio e 7º negli anelli.
Ai mondiali di Liverpool 2022 è salito sul gradino più alto del podio negli anelli, precedendo il cinese Zou Jingyuan e il britannico Courtney Tulloch.
Agli europei individuali di Adalia 2023 ha ottenuto l'oro nel concorso individuale, davanti al britannico Jake Jarman e all'ucraino Illja Kovtun, e negli anelli, dove ha superato l'armeno Vahagn Davjtan e il greco Eleutherios Petrounias. Con Ferhat Arıcan, Mehmet Koşak, Ahmet Önder e Kerem Şener ha vinto l'argento a squadre.

## Palmarès
| Anno                            | Evento                            | SQ                             | CI                             | CL                             | CM                             | A                              | V                              | PS                             | S                              |
| Senior                          | Senior                            | Senior                         | Senior                         | Senior                         | Senior                         | Senior                         | Senior                         | Senior                         | Senior                         |
| In rappresentanza dell' Egitto  | In rappresentanza dell' Egitto    | In rappresentanza dell' Egitto | In rappresentanza dell' Egitto | In rappresentanza dell' Egitto | In rappresentanza dell' Egitto | In rappresentanza dell' Egitto | In rappresentanza dell' Egitto | In rappresentanza dell' Egitto | In rappresentanza dell' Egitto |
| ------------------------------- | --------------------------------- | ------------------------------ | ------------------------------ | ------------------------------ | ------------------------------ | ------------------------------ | ------------------------------ | ------------------------------ | ------------------------------ |
| 2017                            | Varna Challenge Cup               |                                |                                |                                |                                | 7                              | 5                              |                                |                                |
| 2017                            | Mondiali                          |                                | 37                             |                                |                                |                                |                                |                                |                                |
| In rappresentanza della Turchia |                                   |                                |                                |                                |                                |                                |                                |                                |                                |
| 2019                            | Campionato turco                  |                                | Argento                        | 5                              | 4                              | Bronzo                         |                                |                                | 5                              |
| 2020                            | Campionato turco                  |                                | Oro                            |                                | Bronzo                         |                                | Argento                        | Bronzo                         |                                |
| 2020                            | Baku World Cup                    |                                |                                | Oro                            |                                |                                | 7                              |                                |                                |
| 2020                            | Europei                           | Argento                        |                                |                                |                                | 4                              |                                |                                | 4                              |
| 2021                            | Campionato turco                  |                                | Oro                            | Bronzo                         | 4                              | Argento                        | Oro                            | 4                              | Argento                        |
| 2021                            | Europei individuali               |                                | dnf                            | 6                              |                                |                                |                                |                                | Bronzo                         |
| 2021                            | Osijek Challenge Cup              |                                |                                | 6                              |                                | Bronzo                         | Argento                        |                                | Bronzo                         |
| 2021                            | Doha World Cup                    |                                |                                | 4                              |                                |                                | 4                              |                                |                                |
| 2021                            | Giochi olimpici                   |                                | 15                             |                                |                                | 7                              | 6                              |                                |                                |
| 2021                            | Campionato turco a squadre        | Oro                            |                                |                                |                                |                                | Oro                            |                                |                                |
| 2021                            | Mondiali                          |                                | 11                             |                                |                                |                                |                                |                                |                                |
| 2022                            | Cottbus World Cup                 |                                |                                |                                |                                | 4                              | Bronzo                         |                                |                                |
| 2022                            | Baku World Cup                    |                                |                                | 8                              |                                | 6                              |                                |                                |                                |
| 2022                            | Osijek Challenge Cup              |                                |                                | Argento                        |                                | Oro                            | Bronzo                         |                                | 5                              |
| 2022                            | Giochi del Mediterraneo           | Oro                            | Oro                            | Bronzo                         |                                | Argento                        | Oro                            |                                | Argento                        |
| 2022                            | Giochi della solidarietà islamica | Oro                            | Oro                            | Bronzo                         |                                | Oro                            | Argento                        |                                | 7                              |
| 2022                            | Europei                           | Bronzo                         | Bronzo                         | 6                              |                                | Argento                        |                                |                                |                                |
| 2022                            | Paris Challenge Cup               |                                |                                |                                |                                | Oro                            | Oro                            |                                |                                |
| 2022                            | Mersin Challenge Cup              |                                |                                | Argento                        |                                | Oro                            | 8                              |                                | Argento                        |
| 2022                            | Mondiali                          | 11                             | dnf                            |                                |                                | Oro                            | R1                             |                                |                                |
| 2022                            | Arthur Gander Memorial            |                                | 5                              |                                |                                |                                |                                |                                |                                |
| 2022                            | Swiss Cup                         | Bronzo                         |                                |                                |                                |                                |                                |                                |                                |
| 2023                            | Cottbus World Cup                 |                                |                                |                                |                                | 5                              |                                |                                |                                |
| 2023                            | Doha World Cup                    |                                |                                | 4                              |                                | Argento                        |                                | 8                              | 4                              |
| 2023                            | DTB Pokal Team Challenge          | Bronzo                         |                                |                                |                                | Oro                            | Bronzo                         |                                |                                |
| 2023                            | Europei individuali               | Argento                        | Oro                            |                                |                                | Oro                            | 5                              |                                |                                |